# 語音組合法
音位配列学 （英语：Phonotactics），又称語音組合法、音系配列法、音位组合规则、音位结构限制，是语言学中研究特定语言或方言中音段（辅音、元音）合法组合规则的学科，也是音系学的分支之一。其核心关注点在于揭示语音序列在词内或音节内的分布限制，例如哪些辅音簇可出现于词首、元音是否可单独构成音节等。音系配列规则是语言系统性的重要体现，直接影响词汇的生成、感知与习得。
舉例說，普通话声母 /tɕ/、/tɕʰ/、/ɕ/（拼音jqx）后仅能接 /i/ 或 /y/，禁止接 /a/、/ɤ/等元音；而在英語裡，词首辅音簇最多只能由兩個辅音組成（如please），三辅音簇仅以 /s/ 开头时合法（如string）。然而，相近語言中的相同語音組合法未必相通，例如：現代英語因历史音系简化，双辅音簇/kn/及/ɡn/不允许出现在字詞首（knight /naɪt/），但同语族的德語及荷兰語卻允許（Gnott /ɡnɔːt/）。

## 語音組合分析
一般來說，對於每一個syllable，我們都可以分為以下兩個部份：
- 在元音之前的輔音，叫作音節頭（onset）或稱聲母（initial）；
- 在音節頭之後的元音及隨後的子音被叫作韻母（rime）；
  - 而韻母裡的元音叫作音節核（nucleus）；
  - 隨後的子音叫作音節尾（coda）。

"Onset"及"coda"都可以不存在，但"nucleus"卻一定要存在；即使在特殊程況下，某些語音只由子音組成，但有關的"syllabic consonant"其實都算是"nucleus"，例如閩南語中的否定詞「毋」"m"。

### 以英語為例
以英語「第12」twelfths這個字為例：twelfths的發音用IPA標記就是 /twɛlfθs/ ，可以分為以下三個部份：
1. onset 的 /tw/
2. nucleus 的 /ɛ/ 及
3. coda 的 /lfθs/。

因此，我們可以把這個字標記為 CCVCCCC (C = consonant, V = vowel)，照此方法便可构建不同类型音素的组合规则。例如，在英语中，音节头位置允许出现至多3个辅音；但在以标准语拼写的固有词中，只允许出现如下组合：
/s/ + 肺音 (pulmonic) + 近音 (approximant):
- /s/ + /m/ + /j/
- /s/ + /t/ + /j ɹ/
- /s/ + /p/ + /j ɹ l/
- /s/ + /k/ + /j ɹ l w/

## 語音轉移
「語音組合法」可以用來解釋「語音轉移」的現象。舉例說：在英語中，"ue"一般都發讀作/ju/，例如："cue"讀作/kju/，"due"讀作/dju/；但"clue"卻讀作[kluː]，而"blue"則讀作[bluː]。這是因為若"ue"讀作ju的話，會違反上述的語音組合法則，因此原來應該讀作**[bljuː]的"blue"演變了成為[bluː]。

## 特殊教育需要的語言治療
對於一般兒童來說，語音組合法則都是在日常交談中慢慢習得，但對於有學習困難的兒童來說，並不能透過日常生活習得語音組合法則。因此，語言治療時往往要教導學生這些法則，使他們能夠正確發音。

## 外部連結
- The Irvine Phonotactic Online Dictionary (IPhOD) （页面存档备份，存于）